# روتی، زوریخ
شهر روتی در بخش ان ویل در ایالت زوریخ در کشور سوئیس واقع شده‌است که ۱۱٬۰۰۰ نفر جمعیت دارد.